# Bahnhof Kusel

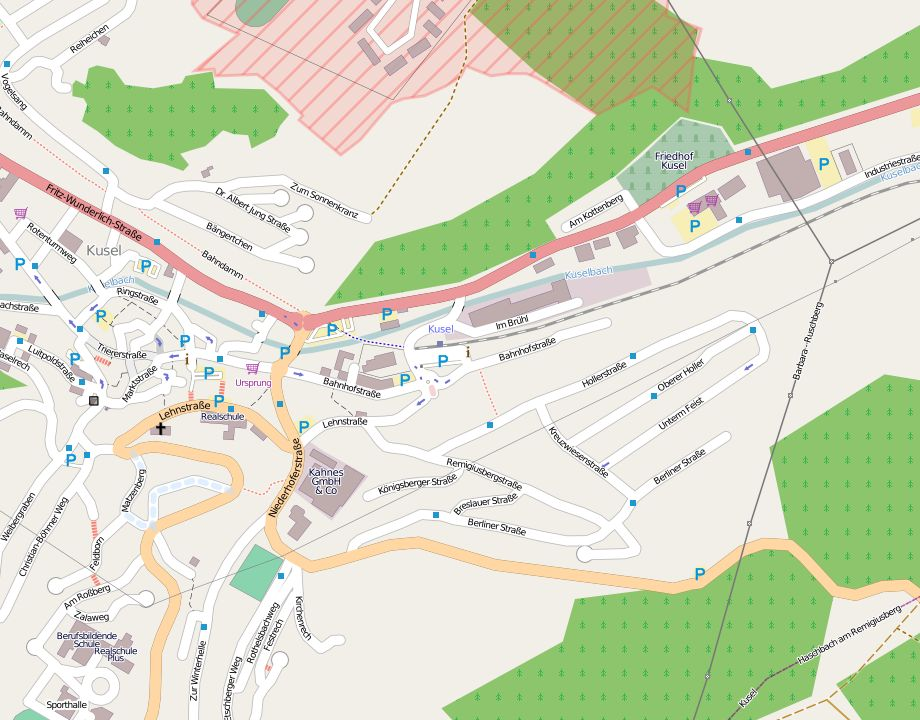
Lage des Bahnhof Kusel

Der Bahnhof Kusel ist der Bahnhof der rheinland-pfälzischen Stadt Kusel und wurde am 22. September 1868 als Endbahnhof der Bahnstrecke Landstuhl–Kusel eröffnet. Er liegt im Verbundgebiet des Verkehrsverbundes Rhein-Neckar (VRN) und gehört zur Tarifzone 770. Die Anschrift des Bahnhofs lautet Bahnhofstraße 65.
Mit der Eröffnung der Bahnstrecke Türkismühle–Kusel auf ihrer vollen Länge im November 1936 fungierte er fortan als Durchgangsbahnhof. Nachdem der dortige Durchgangsverkehr bereits in den 1950er Jahren zum Erliegen gekommen war, wurde der Streckenabschnitt zwischen Kusel und Schwarzerden 1970 ebenfalls stillgelegt und anschließend abgebaut. Seither ist Kusel wieder Endbahnhof.

## Lage

### Örtliche Lage
Der Bahnhof befindet sich am östlichen Ortseingang der Stadt. In unmittelbarer Nähe befindet sich ein Kaufhaus sowie ein Raiffeisen-Silo. Er verfügt über einen Telefonanschluss, Parkplätze, eine Bushaltestelle sowie einen barrierefreien Zugang.

### Bahnstrecken
Die Bahnstrecke Landstuhl–Kusel kommt aus östlicher Richtung und folgt ab Altenglan dem Kuselbach. Vom Bahnhof Rammelsbach aus steigt sie mit einer durchschnittlichen Steigung von 1:133. Von 1936 bis 1970 ging sie unmittelbar in die Verbindung nach Türkismühle über, auf der der durchgehende Personenverkehr bereits 1951 endete. Letztere überquerte unmittelbar nach Verlassen des Bahnhofs dem Kuselbach, um an dessen orografisch linken Ufer zu verlaufen.

## Geschichte

### Kusel im Schatten von Pfälzischer Ludwigs- und Rhein-Nahe-Bahn
Erste Bemühungen, die auf einen Bahnanschluss des westlichen Nordpfälzer Berglandes um Kusel abzielten, gehen bis ins Jahr 1856 zurück. Im Zuge des Baus der Rhein-Nahe-Bahn regte die zu diesem Zeitpunkt bayerische Pfalz an, die Streckenführung bei Boos aus dem Nahetal herauszuführen, um anschließend entlang des Glan über Lauterecken und Altenglan, danach entlang des Kuselbach über die Kleinstadt und St. Wendel beziehungsweise entlang der Oster bis nach Neunkirchen auf den Weg zu bringen. Die Argumentation dieser Variante baute darauf auf, dass sie kürzer und billiger wäre als eine Linienführung entlang der gesamten Nahe. Aus taktischen Gründen verhielt sich Preußen zunächst aufgeschlossen gegenüber diesen Plänen, da es sich gleichzeitig mit dem Großherzogtum Oldenburg um die Streckenführung innerhalb dessen Exklave Birkenfeld stritt. Oldenburg gab schließlich klein bei und akzeptierte die ursprünglich von Preußen verfochtene Linienführung. Zudem wollte letzteres eine solche Bahnstrecke in erster Linie innerhalb des eigenen Territoriums haben.
Die 1849 fertiggestellte Pfälzische Ludwigsbahn Ludwigshafen–Bexbach sowie die seit 1860 durchgängig befahrbare Rhein-Nahe-Bahn Bingerbrück–Neunkirchen berührten das Nordpfälzer Bergland, in dem Kusel sich befindet, jeweils am äußersten südlichen beziehungsweise nördlichen Rand. Beide Strecken standen in einem engen Konkurrenzverhältnis zueinander. Deutlich wurde dies an der Tatsache, dass Preußen vom Bahnhof Heimbach an der Nahestrecke aus eine Straße nach Kusel errichtete, um die bislang in Richtung Ludwigsbahn ausgerichteten Verkehrsströme in sein Territorium umzuleiten. Der Heimbacher Bahnhof hatte zunächst ausschließlich den Zweck, Kusel anzubinden.

### Planung und Bau der Bahnstrecke Landstuhl–Kusel
1863 erschien in Kusel eine Denkschrift, in der eine Zweigbahn, die in Landstuhl von der Ludwigsbahn abzweigen und entlang Mohrbach, Glan und Kuselbach bis nach Kusel führen sollte, propagiert wurde. Diese führte unter anderem an, dass ein Bahnbau den eher schlechten wirtschaftlichen und sozialen Verhältnissen der Region entgegenwirken könne. Bereits zuvor hatten sich alle Gemeinden zwischen den beiden Städten für eine solche Bahnlinie ausgesprochen. Als weiteres Argument galten die zahlreichen Steinvorkommen vor Ort, die unter anderem in Paris Verwendung gefunden hatten.

„Von Kusel allein gehen nach Landstuhl, Lauterecken und Baumholder - Heimbach täglich 8 Postwagen hin und zurück und ist dies gewiß ein Beweis, daß schon dermalen ein lebhafter Personenverkehr besteht, der sich aber nach Herstellung einer Bahn gewaltig steigern wird, da bei dem dermaligen Zug der Straßen und sonstigen Inconvenienzen das Reisen hier zu Lande keineswegs zu den Annehmlichkeiten gerechnet wird […] In Kusel zeichnet sich aus die schwunghaft betrieben Tuchfabrikation und Strumpfwirkerei, für welche außer zwei Wasserwerken noch drei Dampfmaschinen in Thätigkeit sind. Die Nagelfabrik der Gebrüder Schleip zu Kusel beschäftigt in loco und Umgegend an 600 Arbeiter und bezieht und versendet einer dieser Arbeiterzahl entsprechende Zentnerzahl von Eisen und Nägeln, welche in manchen Jahren an letztere allein schon die Zahl von 5 bis 6000 Zentner erreichte. Eine weitere Dampfmaschine ist in der Mechanischen Werkstätte des Christian Zöllner in Thätigkeit und noch eine solche in der Dampfmühle des Abraham Heil zu Bledesbach“

Der Bau der 28,7 Kilometer langen Strecke von Landstuhl nach Kusel verlief weitgehend unkompliziert. Lediglich bei Rammelsbach waren Geländeeinschnitte notwendig, wobei die Baukräfte auf ein Diorit-Vorkommen stießen, das in der Folgezeit weiter abgebaut wurde und dem Bahnverkehr zusätzlichen Aufschwung verlieh. Dort entstand mit dem Rammelsbacher Tunnel das größte Bauwerk entlang der Strecke. Die Bauarbeiten am Abschnitt zwischen Glan-Münchweiler und Kusel verzögerten sich, weil nicht genügend Arbeitskräfte angeworben werden konnten. Der erste Güterzug fuhr am 28. August 1868.

### Eröffnung und Folgezeit
Am 20. September 1868 wurde die Strecke Landstuhl–Kusel offiziell eröffnet. An diesem Tag verkehrte zudem ein Sonderzug von Ludwigshafen nach Kusel, zu dessen Passagieren neben Funktionären der pfälzischen Eisenbahnstrecken unter anderem der damalige bayerische Staatsminister für Handel und Öffentliche Arbeiten, Gustav von Schlör, gehörte. Die neue Bahnlinie wurde von der Bevölkerung sehr positiv aufgenommen, da sie die Infrastruktur in der ländlich geprägten Region nordwestlich von Kaiserslautern verbesserte.

„Die Menge der Fahnen, womit die Stadt geziert war, die Triumpfpforten und geschmackvollen Dekorationen legten Zeugnis davon ab, daß die Bürger Kusels das Ereignis nicht unterschätzten. Es mögen wohl 10000 Menschen gewesen sein in der Nähe des Bahnhofes, die stundenlang der ankunft des ersten Bahnzuges entgegenharrten; endlich, geen zwei Uhr verkündete der Pfiff der Lokomotive das Herannahen der Gäste und zugleich sandten die Böller ihnen den ersten Gruß entgegen Wenige augenblicke später fuhr die festlich bekränzte Lokomotive ‚Neustadt‘ am Bahnhof vor und ihr folgten die ebenfalls geschmackvoll bekränzen Waggons.“

Zwei Tage später wurde die Strecke für den regulären Verkehr freigegeben. Die neue Bahnlinie wurde von der Bevölkerung sehr positiv aufgenommen, da sie die Infrastruktur in der ländlich geprägten Region nordwestlich von Kaiserslautern verbesserte. Besonders der Stadt Kusel verschaffte die Strecke einen wirtschaftlichen Aufschwung.

### Entstehung der Verbindung nach Türkismühle

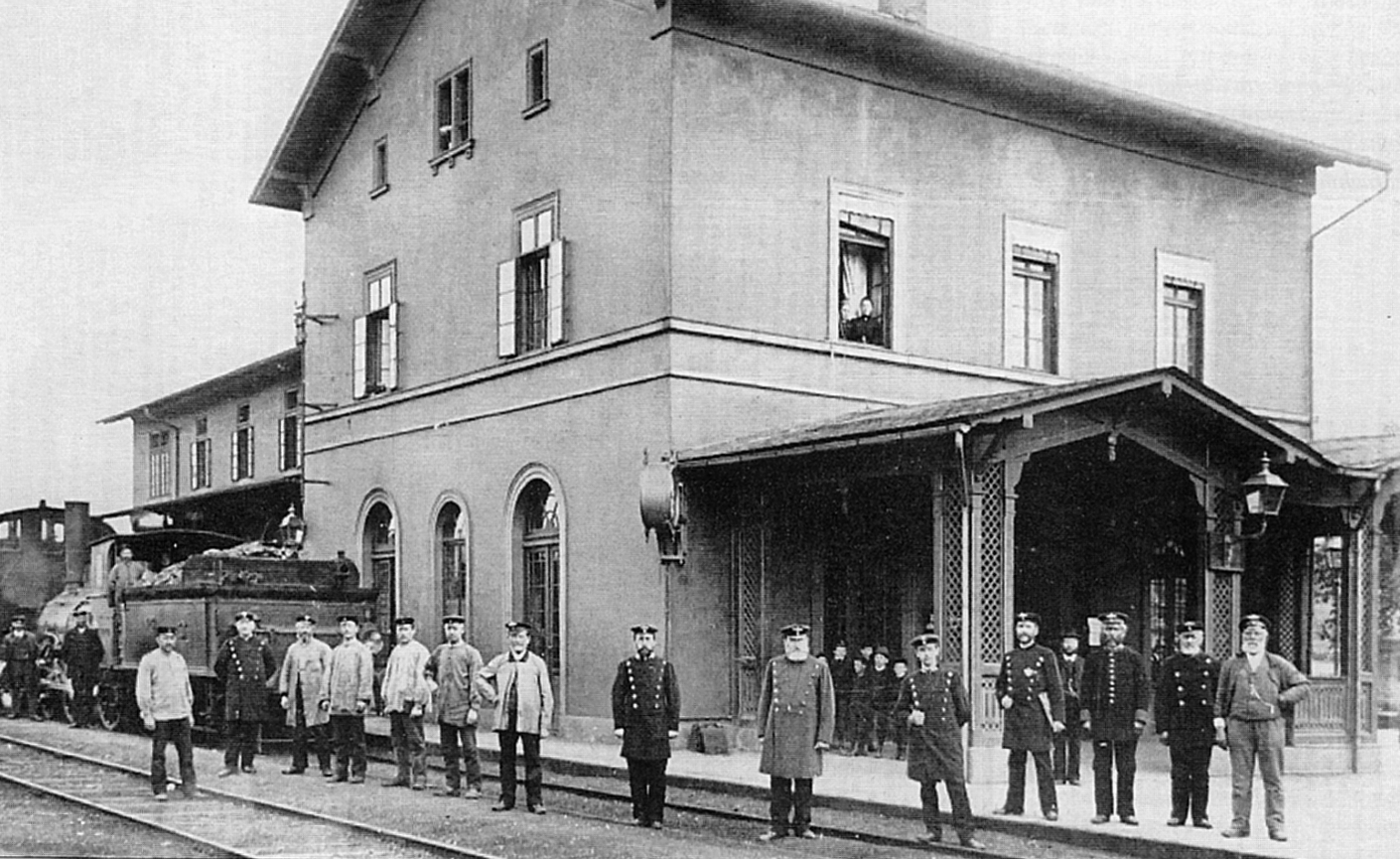
Bahnhof Kusel im Jahr 1902

Bereits in den 1860er Jahren hatte sich ein Eisenbahnkomitee aus Trier für eine Verbindung von Trier über Hermeskeil und Kusel bis nach Landstuhl eingesetzt. Ziel war, West- und Süddeutschland eisenbahnmäßig besser miteinander zu verknüpfen. Die Bemühungen waren erfolglos, da lediglich die bereits erwähnte Bahnverbindung von Landstuhl nach Kusel entstand. Ein weiteres Komitee, das sich in den 1890er Jahren für einen Lückenschluss zwischen Kusel und Türkismühle eingesetzt hatte, scheiterte ebenfalls. In der Folgezeit trat außerdem ein Komitee mit Plänen einer Bahnlinie von Heimbach über Baumholder bis nach Kusel in Erscheinung, ebenso gab es Petitionen aus mehreren Gemeinden wie beispielsweise Kusel und Freisen. 1910 gründete sich erneut ein Komitee für eine Strecke von Türkismühle bis nach Kusel, das zwei verschiedene Trassen vorschlug: Eine sollte von Kusel über Oberkirchen nach Türkismühle verlaufen und eine andere von Kusel über Oberkirchen nach St. Wendel.
Nachdem im Zuge der Niederlage das Saargebiet vom Deutschen Reich abgetrennt worden war, verfocht vor allem der Restkreis Sankt Wendel-Baumholder die Bahnlinie, da er durch die Zollgrenze nicht mehr Teil des deutschen Wirtschaftsgebiets war. 1927 erfolgte die Gründung der Vereinigung zur Förderung des Bahnbaues Türkismühle–Kusel, in der sowohl Behörden als auch Wirtschafts- und Kommunalverbände tätig waren. Am 31. März 1931 wurde das Projekt in das sogenannte „Grenzlandprogramm“ aufgenommen, obwohl zunächst nicht klar war, ob in diesem Zusammenhang eine Bahn- oder eine Kraftwagenverbindung entstehen sollte. Am 7. Oktober desselben Jahres gab das Reichsverkehrsministerium grünes Licht für eine Eisenbahnverbindung. Zudem sollte der Bahnbau der zunehmenden Arbeitslosigkeit entgegenwirken. Um diesen zu finanzieren, gab der Staat der Deutschen Reichsbahn ein Darlehen. Im Zuge des Streckenbaus musste der Bahnhof grundlegend umgestaltet werden. Da die im Bau befindliche Linie speziell ab Diedelkopf kontinuierlich an Höhe verlor, wurde erst im östlichen Teil des Bahnhofs das Niveau der Strecke aus Landstuhl erreicht. Am 15. Mai 1936 war das Teilstück Kusel bis Diedelkopf fertig gestellt, ehe am 16. November dieses Jahres die Strecke auf ihrer gesamten Länge für den Verkehr freigegeben wurde.

### Zweiter Weltkrieg und Deutsche Bundesbahn (1941–1993)
Zum 5. Mai 1941 wurde ein Verzeichnis mit dem Titel „lebenswichtige Züge“ herausgebracht. Dies sollte dem Umstand vorbeugen, dass der Fahrplan aufgrund des zu diesem Zeitpunkt seit 1939 tobenden Zweiten Weltkriegs oft nicht einzuhalten war. Es umfasste ein Mindestangebot an Zügen, das trotz der Kriegsumstände einzuhalten war. Zwischen Kusel und Türkismühle mussten demnach mindestens vier Züge pro Tag und Richtung verkehren, zwischen Kusel und Ottweiler drei sowie zwischen Altenglan und Kusel zwei.
Am 6. Januar 1945 wurde die Stadt Kusel zur Zielscheibe von Bombardierungen, die darauf abzielten, einen mutmaßlich im Bahnhof stationierten Munitionszug zu treffen, der jedoch bereits abgefahren war.
Am 20. Mai 1951 endete der Personenverkehr zwischen Kusel und Schwarzerden vorübergehend. Am 12. September 1957 gab es in der Region einen starken Sturm, durch den im Bahnhof Kusel ein Güterwagen selbständig losfuhr. Erst im Bahnhof Altenglan gelang es nach rund 20-minütiger Fahrt, ihn durch Hemmschuhe aufzuhalten. Ein Jahr später wurde die Personenbeförderung in Richtung Schwarzerden wieder aufgenommen, jedoch bereits 1964 endgültig eingestellt; der Güterverkehr folgte zwei Jahre später. Ein Hochwasser des Kuselbachs am 5. Dezember 1965 führte dazu, dass am Abend des Tages sowie am darauf folgenden Tag zwischen Altenglan und Kusel der Betrieb ruhen musste. Die in Kusel stationierten Fahrzeuge wurden deshalb über Schwarzerden und Neunkirchen nach Kaiserslautern befördert. 1970 wurde die Verbindung nach Schwarzerden endgültig stillgelegt, der Abbau erfolgte ab dem 25. Januar 1971. Seither ist Kusel wieder Endbahnhof.

### Deutsche Bahn (seit 1994)
Ab Januar 2000 mussten Diesellokomotiven der Baureihe 212, die von den 1960er bis Ende der 1980er Jahre einen Teil des Verkehrs bestritten hatten, für die Dauer weniger Monate noch einmal die Leistungen der lokbespannten Züge übernehmen. Der Grund dafür war, dass die Lokomotiven der Baureihe 218 mittels laufendem Motor im Winter die Wagen geheizt hatten, was ein Kuseler Bürger, der in unmittelbarer Nähe des dortigen Bahnhofs lebte, als Lärmbelästigung empfand. Da er die Polizei zur Durchsetzung seiner Interessen eingeschaltet hatte, wurden die 212 vorübergehend reaktiviert, da deren Motoren geräuschärmer waren.
Im selben Jahr wurde der Bahnhof, wie die gesamte West- und Vorderpfalz, zunächst Teil des Westpfalz-Verkehrsverbundes (WVV), ehe dieser sechs Jahre später im Verkehrsverbund Rhein-Neckar (VRN) aufging. Zudem wurde auf der aus Landstuhl kommenden Strecke der Verkehr erstmals ausgeschrieben, den die trans regio gemäß den Regularien bis Ende 2008 betrieb.
2007 wurden die Bahnsteige barrierefrei umgebaut; in diesem Zusammenhang wurde die Zahl der Bahnhofsgleise verringert und die Lage der Gleise verschoben, der Inselbahnsteig wurde durch einen Außen- und einen sogenannten „Kombibahnsteig“ ersetzt; mehrere nicht mehr benötigte Weichen wurden in diesem Zusammenhang zurückgebaut. Die Umbaukosten beliefen sich auf 650.000 Euro. Zudem wurde der Verkehr erneut ausgeschrieben, in deren Folge DB Regio am Jahresende 2008 den Verkehr übernahm und diesen bis mindestens 2023 betreibt.
Am 8. Juni 2011 wurde am Bahnhof die Mobilitätszentrale „Pfälzer Bergland – hin und weg“ eröffnet, die zugleich an Informationsstelle für Touristen fungiert.
Für den Einsatz von Akkumulatortriebwagen im Pfalznetz ab Dezember 2026 wird eine Oberleitungsinselanlage über beide Bahnsteiggleise mit einer Gesamtlänge von rund 640 Metern errichtet.

## Bauwerke

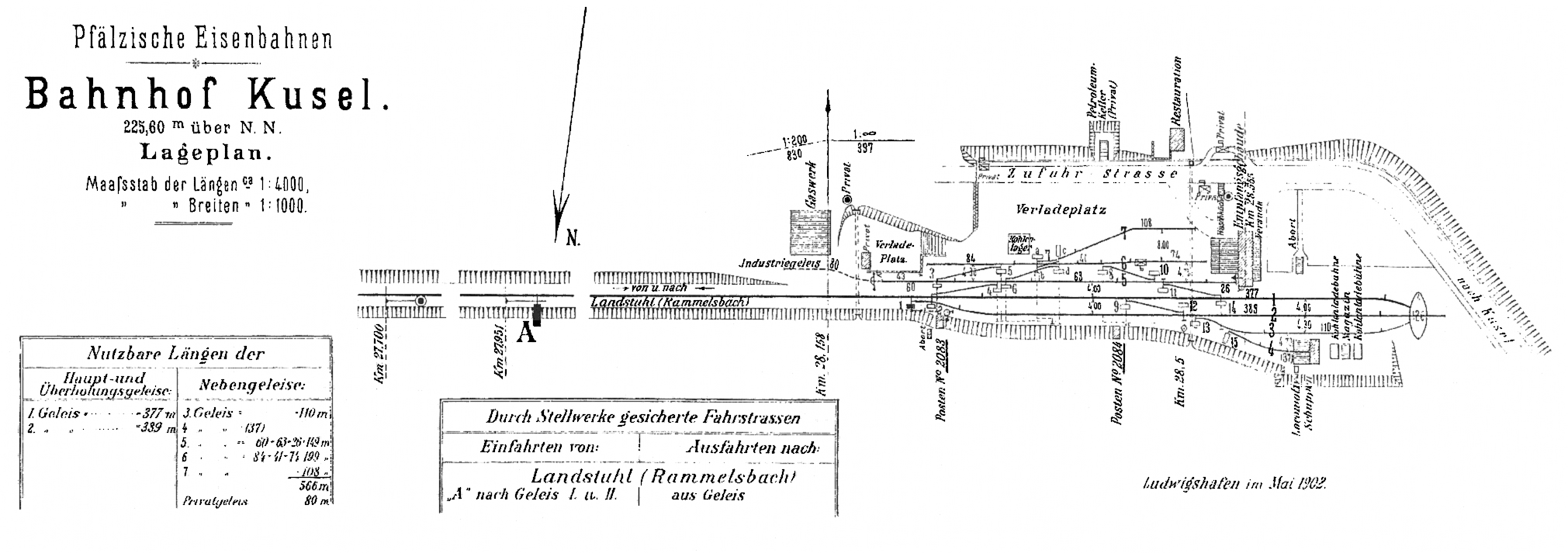
Gleisplan von 1902

### Empfangsgebäude und Güterschuppen
Der Bahnhof erhielt mit der Eröffnung ein Empfangsgebäude, das sich stilistisch an die anderer pfälzischer Bahnhöfe, die in den 1860er und 1870er Jahren gebaut wurden, anlehnt und entsprechend mit Außenputz ausgestattet ist. Gemäß der Bedeutung der Bahnstation fiel das giebelständige Bauwerk relativ groß aus. Es verfügt über zweieinhalb Stockwerke, die ursprünglich mit Wohn- und Verwaltungsräumen ausgestattet waren. Unmittelbar neben ihm besaß der Bahnhof einen zweigeschossigen Güterschuppen, der traufständig angelegt war. Sowohl das Bahnhofsgebäude als auch der Güterschuppen erfuhren in den Folgejahrzehnten einige bauliche Veränderungen, bei denen letzterer auch eine Erweiterung erfuhr. Im westlichen Bereich verfügte ersteres über einen hölzernen Vorbau. Inzwischen spielt das Bahnhofsgebäude für den Verkehr keine Rolle mehr.

### Drehscheibe
Im Zuge seiner Eröffnung erhielt der Bahnhof eine Drehscheibe mit einem Durchmesser von 10,5 Metern. 1888 fanden Gleiserweiterungen statt; dabei wurde die Länge der Drehscheibe auf zwölf Meter erweitert. Nach der Eröffnung der Strecke nach Türkismühle wurde eine solche mit 16 Metern Durchmesser errichtet, die jedoch bereits in den 1950er Jahren wieder verschwand.

### Bahnsteige
| Gleis | Nutzbare Länge | Bahnsteighöhe | Aktuelle Nutzung                |
| ----- | -------------- | ------------- | ------------------------------- |
| 1     | 130 m          | 55 cm         | Regionalbahn Richtung Landstuhl |
| 2     | 130 m          | 55 cm         | Regionalbahn Richtung Landstuhl |

## Verkehr

### Personenverkehr
Mit Eröffnung der Bahnstrecke Landstuhl–Kusel verkehrten pro Tag vier Zugpaare entlang der Strecke. Darunter fanden sich zwei Personen- und zwei gemischte Züge. Dabei pendelte ein Zug viermal zwischen Landstuhl und Kusel. Am letzterem blieben sie über Nacht. Am letzterem blieben sie über Nacht. Erst ab 1900 wurde das Angebot schrittweise erweitert. Nachdem die Glantalbahn, die von Glan-Münchweiler bis Altenglan gemeinsam mit der Kuseler Strecke verlief, 1904 auf ihrer vollen Länge eröffnet worden war, fanden zwischen Altenglan und Kusel weitere Fahrten statt, die einen Anschluss an die Züge ersterer herstellten. Bereits wenige Jahre später fuhren Züge zwischen Homburg und Kusel, die hauptsächlich den in der Saarregion beschäftigten Bergarbeitern aus der Region um Kusel dienten. Nach dem Zweiten Weltkrieg wurde im Zuge der Abtrennung des heutigen Saarlandes deren Zugang für die einfache Bevölkerung untersagt.
1905 wurden am Bahnhof insgesamt 32091 Fahrkarten verkauft, 1934 waren es 52194. Bis Ende der 1930er Jahre erhöhte sich das Zugangebot kontinuierlich.
Anfang 1936 fand der Verkehr in Richtung Westen für die Dauer eines knappen Jahres bis nach Diedelkopf statt, ehe zum Jahresende die gesamte Strecke nach Türkismühle in Betrieb genommen wurde. Nachdem 1938 die in Schwarzerden abzweigende Ostertalbahn auf ihrer vollen Länge eröffnet worden war, gab es durchgehende Fahrten von Kusel über diese Strecke bis nach Neunkirchen, die ebenfalls in erster Linie den im Raum Kusel lebenden Bergarbeitern dienten.
Obwohl die Bahnlinie aus Türkismühle im Bahnhof Kusel unmittelbar in die aus Richtung Altenglan überging, gab es bis auf wenige Ausnahmen keine durchgehenden Züge, sodass in der Regel in Kusel umgestiegen werden musste. So gab es beispielsweise erst 1937 eine durchgehende Verbindung von Türkismühle nach Altenglan. Vor allem in den 1930er Jahren gab es an den Bahnstrecken im Einzugsgebiet von Glan und Lauter mehrere Eckverbindungen wie Kaiserslautern–Lauterecken–Altenglan–Kusel.
Seit den 1950er Jahren verkehren stets mindestens zehn Zugpaare zwischen Landstuhl und Kusel. Ab Anfang der 1950er Jahre verkehrte vormittags ein sogenannter „Städteschnellzug“ zwischen Kusel und Heidelberg. Bereits 1954 wurde er zum Eilzug runtergestuft. 1979 erfolgte seine Einstellung.
Seit 2006 ist die Strecke als Regionalbahn (RB) 67 in das Tarifsystem des VRN integriert.
| Zuggattung               | Streckenverlauf                                                   | Taktfrequenz                                          |
| ------------------------ | ----------------------------------------------------------------- | ----------------------------------------------------- |
| RB                       | Kaiserslautern – Landstuhl – Glan-Münchweiler – Altenglan – Kusel | stündlich, montags bis freitags zur HVZ halbstündlich |
| Stand: 10. Dezember 2023 |                                                                   |                                                       |

### Güterverkehr
Der Bahnhof Kusel verdankte seine Bedeutung im Güterverkehr vor allem der örtlichen Industrie sowie der Unteroffizier-Krüger-Kaserne. Bisweilen fungierte er ebenso Truppenzügen zum benachbarten Truppenübungsplatz Baumholder. 1905 wurden insgesamt 35495,11 Tonnen Güter empfangen beziehungsweise versandt. Empfangen wurden im Bahnhof hauptsächlich Back-, Ziegel- und Kalksteine, Malz, Mehl und Mühlenfabrikate, EisenDünger und Düngemittel sowie Zement, Gips und Kalk. Im Versand spielten vor allem Draht und Drahtstifte, Getreide und Bier eine Rolle.
1920 verkehrte ein Nahgüterzug von Kaiserslautern bis nach Kusel; zwischen Altenglan und Kusel gab es einen weiteren. Zudem existierte ein Durchgangsgüterzug von Kaiserslautern nach Kusel. Nach dem Zweiten Weltkrieg sank das Aufkommen kontinuierlich. Bis Mitte der 1960er Jahre erfolgte die Bedienung der Bahnhöfe Thallichtenberg und Pfeffelbach entlang der Strecke nach Türkismühle mittels Übergabezügen von Kusel aus.
In den 1990er Jahren verkehrte nur noch ein Übergabezug zwischen dem Bahnhof Kaiserslautern-Einsiedlerhof an der Bahnstrecke Mannheim–Saarbrücken und Kusel. Inzwischen weist der Bahnhof keinen Güterverkehr mehr auf, seine Gütergleise sind verschwunden.

### Busverkehr
Am sogenannten „Kombibahnsteig“ befindet sich eine Bushaltestelle.
Bedient wird sie von den Buslinien
- 270 Kusel–Rammelsbach–Altenglan-Patersbach-Bedesbach–Erdesbach–Ulmet–Rathsweiler–Niederalben–Eschenau–Sankt Julian–Glanbrücken–Offenbach am Glan–Wiesweiler–Lauterecken
- 271 Kusel–Rammelsbach–Altenglan–Patersbach–Erdesbach–Ulmet–Rathsweiler–Niederalben–Eschenau–Sankt Julian–Gumbsweiler–Glanbrücken–Offenbach am Glan–Wiesweiler–Lauterecken
- 274 Kusel–Rammelsbach–Altenglan–Welchweiler–Elzweiler–Horschbach–Hinzweiler–Rothselberg/Wolfstein
- 275 Kusel–Rammelsbach–Altenglan–Friedelhausen–Bosenbach–Niederstaufenbach–Eßweiler/Jettenbach (Pfalz)–Rothselberg–Kreimbach-Kaulbach–Olsbrücken/Rutsweiler an der Lauter–Roßbach (Pfalz)–Wolfstein
- 276 Kusel–Rammelsbach–Altenglan–Mühlbach am Glan–Rutsweiler am Glan–Theisbergstegen–Gimsbach–Haschbach am Remigiusberg–Kusel
- 280 Kusel–Diedelkopf–Bledesbach–Konken–Herschweiler-Pettersheim–Ohmbach–Brücken (Pfalz)–Schönenberg-Kübelberg–Waldmohr–Homburg
- 288 Kusel–Diedelkopf–Bledesbach–Konken–Langenbach (Pfalz)–Herschweiler-Pettersheim–Krottelbach–Frohnhofen–Altenkirchen (Pfalz)–Paulengrund–Schönenberg-Kübelberg–Waldmohr–Homburg
- 292 Kusel–Diedelkopf–Ruthweiler–Thallichtenberg–Baumholder/Pfeffelbach–Reichweiler–Schwarzerden–Oberkirchen–Freisen
- 295 Stadtverkehr Kusel

Alle Linien werden von DB Regio Bus Mitte betrieben.